# Ojacastro
Ojacastro és un municipi de la Rioja, a la regió de la Rioja Alta. Està formada per cinc nuclis de població: la vila d'Ojacastro i els llogarets de Tondeluna, Arviza, Uyarra i San Asensio de los Cantos.